# Le Diable et Catherine
Le Diable et Catherine (en tchèque : Čert a Káča) op.112 (B.201) est un opéra en trois actes d'Antonín Dvořák sur un livret d'Adolf Venig d'après un conte populaire tiré des Contes de fées de Božena Němcová (1845). Il est créé le 23 novembre 1899 au Národní Divadlo de Prague sous la direction d'Adolf Čech. Un arrangement pour voix et piano (op.112, B.530) a été fait par le compositeur.

## Distribution
| Rôle                           | Voix          | Première , 23 novembre 1899 . (Chef d'orchestre: Adolf Čech) |
| ------------------------------ | ------------- | ------------------------------------------------------------ |
| Káča (Kate)                    | mezzo-soprano | Marie Klánová-Panznerová                                     |
| Marbuel, un diable             | basse         | Václav Kliment                                               |
| Jirka, un berger               | ténor         | Bohumil Pták                                                 |
| Mère de Kate                   | mezzo-soprano | Růžena Vykoukalová-Bradácová                                 |
| Lucifer                        | basse         | Robert Polák                                                 |
| La Princesse                   | soprano       | Růžena Maturová                                              |
| Le portier du diable           | basse         | Karel Veverka                                                |
| Un garde du diable             | basse         | Joseph Karásek                                               |
| Le chamberlain de la Princesse | basse         | Josef Zizka                                                  |
| Une femme de chambre           | soprano       | Vilemína Hajková                                             |
| Un musicien                    | ténor         | Hynek Svejda                                                 |

## Argument
Catherine est une jeune campagnarde forte en gueule et corpulente (« ses flancs, il faut se mettre à deux pour en faire le tour »). Parce qu'elle ne trouve pas de partenaire pour aller danser, elle déclare qu'elle danserait même avec le Diable. Et sur ce fait le démon Marbuel arrive et l'emmène jusqu'aux enfers.
Mais ses bavardages continuels y excèdent le Diable lui-même, qui est trop heureux de la laisser enlever par le berger Jirka …

## Discographie
- Le chœur et l'orchestre de l'Opéra national de Prague dirigé par Zdeněk Chalabala avec Ludmila Komancová, Přemysl Kočí, Lubomír Havlák et Marie Steinerová, Supraphon.

- Le chœur et l'orchestre de l'opéra Janáček de Brno dirigé par Jiří Pinkas, avec Anna Barová, Richard Novák, Jaroslav Horáček, Supraphon.

## Source
- John Warrack, Harold Rosenthal, Guide de l'opéra éd.Fayard 1986 p.211